# Дагенгем-Іст (станція метро)
51°32′40″ пн. ш. 0°09′56″ сх. д. / 51.544444° пн. ш. 0.165556° сх. д.
Дагенгем-Іст (англ. Dagenham East) — станція лінії Дистрикт Лондонського метрополітену. Станція знаходиться у районі Дагенгем, боро Баркінг і Дагенем, Великий Лондон, у 5-й тарифній зоні, між метростанціями Елм-парк та Дагенгем-Гітвей. В 2017 році пасажирообіг станції — 3.00 млн пасажирів

## Історія
- 1. травня 1885 — відкриття станції у складі London, Tilbury and Southend Railway, як Дагенгем.
- 2. червня 1902 — відкриття трафіку лінії Дистрикт.
- 30. вересня 1905 — припинення трафіку лінії Дистрикт.
- 12. вересня 1932 — перенесення станції на сьогоденне місце та відновлення трафіку лінії Дистрикт.[4]
- 1. травня 1949 — перейменування станції на Дагенгем-Іст
- 1962 — припинення приміського трафіку.

## Пересадки
- На автобуси London Buses маршрутів 103 та 364.

## Послуги
| Попередня станція | Лінія | Лінія                           | Лінія | Наступна станція |
| ----------------- | ----- | ------------------------------- | ----- | ---------------- |
| Елм-парк          |       | Лондонське метро Лінія Дистрикт |       | Дагенгем-Гітвей  |